# کمدی سیاه

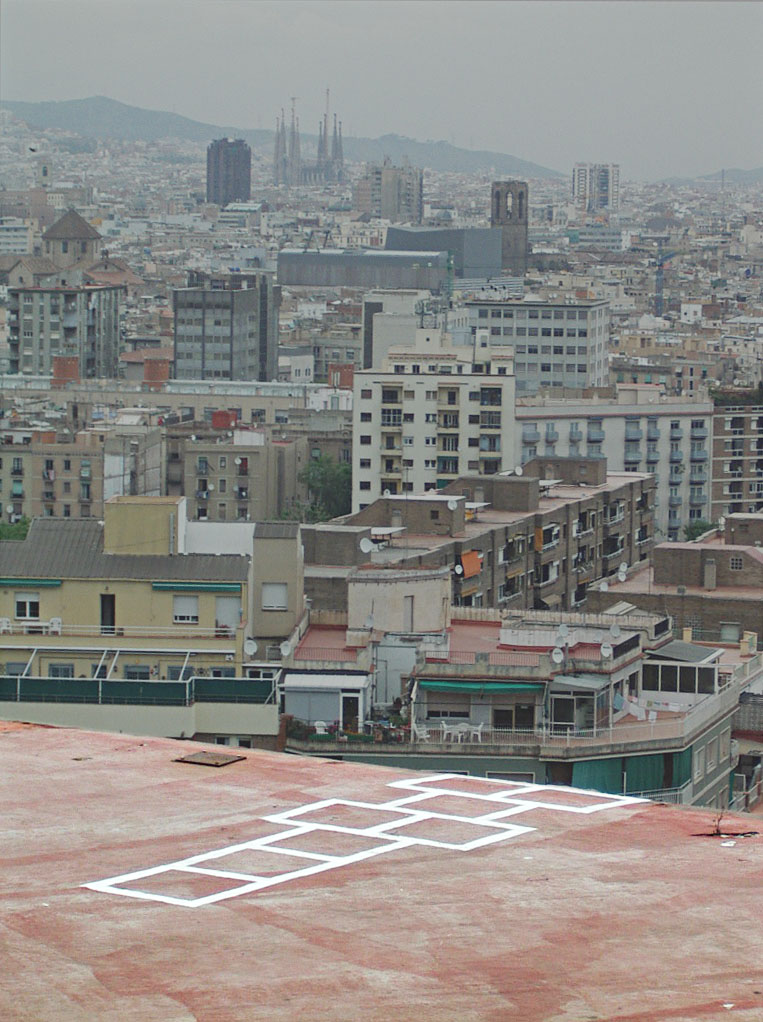
«لی‌لی به سوی فراموشی»، بارسلونا، اسپانیا

کمدی سیاه یا کمدی تلخ (انگلیسی: Dark comedy; Black comedy) همچنین طنز سیاه یا طنز بیمار‌گونه (انگلیسی: Black humor; Morbid humor) سبکی از کمدی است که در آن موضوعات تابو، به‌ویژه آن‌هایی که برای بحث‌کردن جدی یا دردناک تلقی می‌شوند، جدی گرفته نمی‌شوند. نویسندگان و کمدین‌ها اغلب از این زیر-ژانر به عنوان ابزاری برای کشف مسائل مبتذل با برانگیختن ناراحتی، تفکر جدی و سرگرمی برای مخاطبان خود استفاده می‌کنند؛ از این‌رو اصطلاح کمدی سیاه می‌تواند برای مثال در ادبیات داستانی، به ژانری نیز اشاره کند که در آن طنز سیاه جزء اصلی آن باشد. به عنوان برخی از مضامین محبوب این ژانر می‌توان به مرگ، جنایت، فقر، خودکشی، جنگ، خشونت، تروریسم، تبعیض، بیماری، نژادپرستی، تبعیض جنسی، جنسیت انسانی و بسیاری موارد دیگر اشاره کرد.
کمدی سیاه با کمدی آبی بیشتر بر موضوعات خامی مانند برهنگی، آمیزش جنسی و مایعات بدن تمرکز دارد و با وقاحت متفاوت است در حالی که اصطلاح کمدی سیاه یک اصطلاح نسبتاً گسترده‌است که طنز مربوط به بسیاری از موضوعات جدی را پوشش می‌دهد، طنز چوبه دار بیشتر در رابطه با مرگ یا موقعیت‌هایی که یادآور مردن هستند استفاده می‌شود. طنز سیاه گاهی می‌تواند به ژانر گروتسک مرتبط شود. منتقدان ادبی کمدی سیاه و طنز سیاه را با نویسندگانی از همان اوایل یونان باستان با آریستوفان مرتبط می‌دانند.